# Eurovision Song Contest’s Greatest Hits
Eurovision Song Contest’s Greatest Hits – telewizyjny koncert zorganizowany wspólnie przez Europejską Unię Nadawców (EBU) oraz Brytyjską Korporację Nadawczą (BBC) z okazji 60. rocznicy Konkursu Piosenki Eurowizji. Nagranie koncertu odbyło się 31 marca 2015 roku w sali Hammersmith Apollo, w Londynie.
Podczas koncertu wystąpili: Johnny Logan, Conchita Wurst, Anne-Marie David, Bobbysocks, Herreys, Emmelie de Forest, Dana International, Rosa López, Loreen, Natasha Saint-Pier, Brotherhood of Man, Olsen Brothers, Nicole, Lordi oraz Dima Biłan. Całość poprowadził duet komików Graham Norton z Wielkiej Brytanii oraz Petra Mede ze Szwecji.
Koncert, w przeciwieństwie do tego jubileuszowego z 2005 roku, nie był transmitowany na żywo wśród nadawców zrzeszonych w EBU. Każdy z nadawców mógł wyemitować widowisko w dowolnym terminie.

## Lokalizacja
3 lutego 2015 roku ujawniono, iż koncert odbędzie się w sali Hammersmith Apollo, w Londynie. Stolica Wielkiej Brytanii po raz ostatni organizowała wydarzenie eurowizyjne w 2007 roku, podczas 1. Konkursu Tańca Eurowizji.

## Organizacja

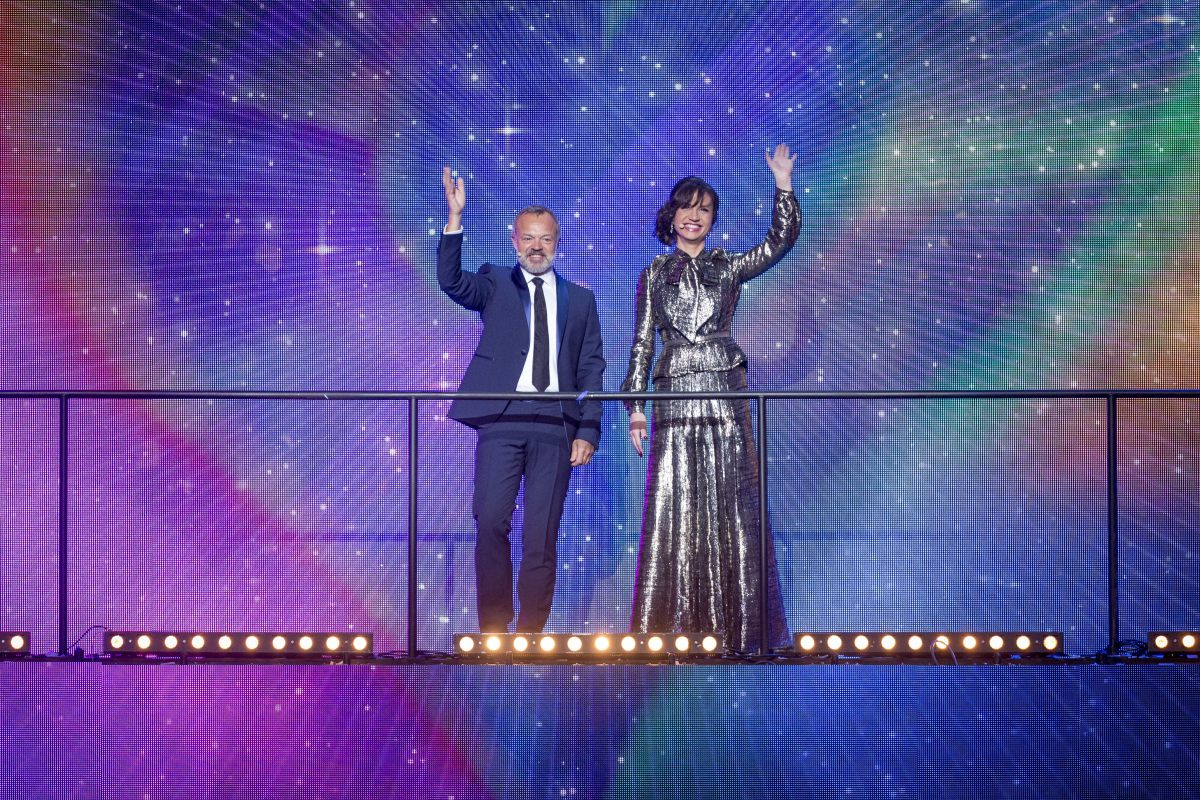
Prowadzący koncert Graham Norton i Petra Mede.

22 października 2014 roku ogłoszono, że Europejska Unia Nadawców porozumiała się z Brytyjską Korporacją Nadawczą w sprawie zorganizowania specjalnego, jubileuszowego koncertu z okazji sześćdziesięciolecia Konkursu Piosenki Eurowizji. Wydarzenie miało zostać wyreżyserowane w podobnym stylu do koncertu Gratulacje: 50 lat Konkursu Piosenki Eurowizji, który odbył się w 2005 roku. Szczegóły dotyczące tytułu przedsięwzięcia nie były znane w momencie ogłoszenia informacji o jego organizacji.
Sprzedaż biletów na koncert ruszyła w piątek, 6 lutego 2015 roku, o godzinie 10:15, za pośrednictwem strony internetowej BBC poświęconej konkursowi oraz oficjalnej strony Konkursu Piosenki Eurowizji.
3 lutego 2015 roku poinformowano, iż koncert poprowadzi duet komików: Graham Norton z Wielkiej Brytanii oraz Petra Mede ze Szwecji. Brytyjczyk prowadził wcześniej 1. oraz 2. Konkurs Tańca Eurowizji, jest także aktualnym komentatorem swojego kraju podczas Konkursu Piosenki Eurowizji. Szwedka była natomiast gospodarzem koncertu preselekcyjnego Melodifestivalen 2009, współprowadziła także 58. Konkurs Piosenki Eurowizji.

## Uczestnicy
W koncercie uczestniczyło piętnastu reprezentantów z trzynastu państw. Początkowo planowano występ czternastu przedstawicieli, jednak 5 marca 2015 roku ogłoszono dodatkowo uczestnictwo duetu Bobbysocks, który został piętnastym uczestnikiem koncertu.
| L.p. | Kraj            | Rok  | Język                        | Artysta            | Piosenka                        |
| ---- | --------------- | ---- | ---------------------------- | ------------------ | ------------------------------- |
| 1.   | Dania           | 2013 | angielski                    | Emmelie de Forest  | „Only Teardrops”                |
| 2.   | Luksemburg      | 1973 | francuski, angielski         | Anne-Marie David   | „Tu te reconnaîtras”            |
| 3.   | Szwecja         | 1984 | angielski, szwedzki          | Herreys            | „Diggi-loo, diggi-ley”          |
| 4.   | Izrael          | 1998 | hebrajski                    | Dana International | „Diva”                          |
| 5.   | Dania           | 2000 | angielski                    | Olsen Brothers     | „Fly on the Wings of Love”      |
| 6.   | Wielka Brytania | 1976 | angielski                    | Brotherhood of Man | „Save Your Kisses for Me”       |
| 7.   | Hiszpania       | 1968 | hiszpański                   | Rosa López         | „La, la, la” (utwór Massiel)    |
| 7.   | Hiszpania       | 1969 | hiszpański                   | Rosa López         | „Vivo cantando” (utwór Salomé)  |
| 7.   | Hiszpania       | 1973 | hiszpański                   | Rosa López         | „Eres tú” (utwór Mocedades)     |
| 7.   | Hiszpania       | 2002 | hiszpański, angielski        | Rosa López         | „Europe’s Living a Celebration” |
| 8.   | Niemcy          | 1982 | angielski, włoski, niemiecki | Nicole             | „Ein bißchen Frieden”           |
| 9.   | Finlandia       | 2006 | angielski                    | Lordi              | „Hard Rock Hallelujah”          |
| 10.  | Francja         | 2001 | francuski, angielski         | Natasha Saint-Pier | „Je n’ai que mon âme”           |
| 11.  | Rosja           | 2008 | angielski                    | Dima Biłan         | „Believe”                       |
| 11.  | Rosja           | 2006 | angielski                    | Dima Biłan         | „Never Let You Go”              |
| 12.  | Norwegia        | 1985 | norweski, angielski          | Bobbysocks         | „La det swinge”                 |
| 13.  | Szwecja         | 2012 | angielski                    | Loreen             | „Euphoria”                      |
| 14.  | Irlandia        | 1980 | angielski                    | Johnny Logan       | „What’s Another Year”           |
| 14.  | Irlandia        | 1992 | angielski                    | Johnny Logan       | „Why Me?” (utwór Lindy Martin)  |
| 14.  | Irlandia        | 1987 | angielski                    | Johnny Logan       | „Hold Me Now”                   |
| 15.  | Austria         | 2014 | angielski                    | Conchita Wurst     | „Rise Like a Phoenix”           |

Na koniec koncertu wszyscy wykonawcy zaprezentowali mieszankę najpopularniejszych utworów w historii konkursu. I tak m.in.: Anne-Marie David zaśpiewała piosenkę „Hallelujah” (zwycięski utwór konkursu w 1979), zespół Herreys – przebój „Nel blu dipinto di blu” (trzecie miejsce w konkursie w 1958), a duet Bobbysocks – piosenkę „Making Your Mind Up” (zwycięski utwór konkursu w 1981). W repryzie wszyscy uczestnicy koncertu (oprócz Loreen) zaśpiewali przebój „Waterloo” grupy ABBA, który wygrał konkurs w 1974 roku.

## Transmisje telewizyjne i komentatorzy
Ze względu na fakt, iż koncert nie był transmitowany na żywo, nadawcy krajowi mieli swobodną decyzję w sprawie jego emisji oraz dnia i kanału nadawania show.
| Data transmisji     | Państwo           | Stacja           | Komentator                          |
| ------------------- | ----------------- | ---------------- | ----------------------------------- |
| 3 kwietnia 2015     | Irlandia          | RTÉ Two          | Brak komentatora                    |
| 3 kwietnia 2015     | Wielka Brytania   | BBC One          | Brak komentatora                    |
| 4 kwietnia 2015     | Belgia (Flandria) | Één              | Peter Van de Veire                  |
| 4 kwietnia 2015     | Islandia          | RÚV              | Brak komentatora                    |
| 4 kwietnia 2015     | Norwegia          | NRK1             | Brak komentatora                    |
| 4 kwietnia 2015     | Finlandia         | Yle Fem          | Sarah Dawn Finer, Christer Björkman |
| 4 kwietnia 2015     | Szwecja           | SVT1, SVT World  | Sarah Dawn Finer, Christer Björkman |
| 5 kwietnia 2015     | Albania           | RTSH             | Brak komentatora                    |
| 5 kwietnia 2015     | Rosja             | C1R              | Jurij Aksiuta, Swietłana Zejnałowa  |
| 5 kwietnia 2015     | San Marino        | SMRTV            | Brak komentatora                    |
| 11 kwietnia 2015    | Finlandia         | Yle TV2          | Brak komentatora                    |
| 11 kwietnia 2015    | Izrael            | Channel 1        | Brak komentatora                    |
| 13 kwietnia 2015    | Bułgaria          | BNT 1            | Brak komentatora                    |
| 19 kwietnia 2015    | Bułgaria          | BNT 2            | Brak komentatora                    |
| 25 kwietnia 2015    | Łotwa             | LTV1             | Aigars Rozenbergs                   |
| 26 kwietnia 2015    | Portugalia        | RTP1             | Júlio Isidro                        |
| 2 maja 2015         | Słowenia          | TV SLO 1         | Brak komentatora                    |
| 4 maja 2015         | Wielka Brytania   | BBC Radio 2      | Graham Norton                       |
| 12 maja 2015        | Belgia (Walonia)  | La Une           | Jean-Louis Lahaye, Maureen Louys    |
| 16 maja 2015        |                   |                  |                                     |
| Dania               | DR1               | Ole Tøpholm      |                                     |
| Niemcy              | NDR, MDR          | Peter Urban      |                                     |
| Grecja              | NERIT1, N HD      | Brak komentatora |                                     |
| Rumunia             | TVR1, TVR HD      | Brak komentatora |                                     |
| 17 maja 2015        | Austria           | ORF eins         | Andi Knoll                          |
| 19 maja 2015        | Szwajcaria        | SRF zwei (cz. 1) | Sven Epiney                         |
| 20 maja 2015        | Francja           | France 2         | Virginie Guilhaume                  |
| 21 maja 2015        | Szwajcaria        | SRF zwei (cz. 2) | Sven Epiney                         |
| 21 maja 2015        | Australia         | SBS One          | Brak komentatora                    |
| 22 maja 2015        | Estonia           | ETV              | Brak komentatora                    |
| 22 maja 2015        | Niemcy            | EinsFestival     | Peter Urban                         |
| 23 maja 2015        | Serbia            | RTS              | Brak komentatora                    |
| 23 maja 2015        | Hiszpania         | La 1             | José María Íñigo, Julia Varela      |
| Transmisja odwołana | Armenia           | ARMTV            | Transmisja odwołana                 |
| Transmisja odwołana | Czechy            | ČT               | Transmisja odwołana                 |
| Transmisja odwołana | Luksemburg        | RTL              | Transmisja odwołana                 |
| Transmisja odwołana | Macedonia         | MKRTV            | Transmisja odwołana                 |
| Transmisja odwołana | Holandia          | AVROTROS         | Transmisja odwołana                 |
| Transmisja odwołana | Ukraina           | NTU              | Transmisja odwołana                 |

### Brak informacji o transmisjach
Poniższa lista zawiera spis państw, które są członkami EBU, jednak nie ogłosiły swoich planów dotyczących transmisji koncertu.
| - Algieria - Andora - Azerbejdżan - Białoruś - Bośnia i Hercegowina - Chorwacja - Cypr - Czarnogóra - Egipt |  | - Gruzja - Jordania - Liban - Libia - Litwa - Malta - Maroko - Mołdawia - Monako |  | - Polska - Słowacja - Tunezja - Turcja - Watykan - Węgry - Włochy |